# Jowara
Jowara (japonsky 榎原駅, Jowara-eki) je neobsazená železniční stanice společnosti JR Kjúšú na trati Ničinan. Zastavují zde osobní i spěšné vlaky.